# Bielovce
Bielovce (hongrois : Ipolybél) est un village de Slovaquie situé dans la région de Nitra.

## Histoire
Première mention écrite du village en 1138.
La localité fut annexée par la Hongrie après le premier arbitrage de Vienne le 2 novembre 1938. En 1938, on comptait 548 habitants dont 12 d'origine juive. Elle faisait partie du district de Šahy (hongrois : Ipolysági járás). Le nom de la localité avant la Seconde Guerre mondiale était Bielovce/Bél. Durant la période 1938 - 1945, le nom hongrois Ipolybél était d'usage. À la libération, la commune a été réintégrée dans la Tchécoslovaquie reconstituée.

## Démographie

### Évolution de la population
| Année:               | 1994. | 2004.    | 2014.   | 2024.   |
| -------------------- | ----- | -------- | ------- | ------- |
| Nombre de personnes: | 313   | 247      | 224     | 213     |
| Différence:          |       | -21,08 % | -9,31 % | -4,91 % |

| Année:               | 2023. | 2024.   |
| -------------------- | ----- | ------- |
| Nombre de personnes: | 211   | 213     |
| Différence:          |       | +0,94 % |